# Zíper

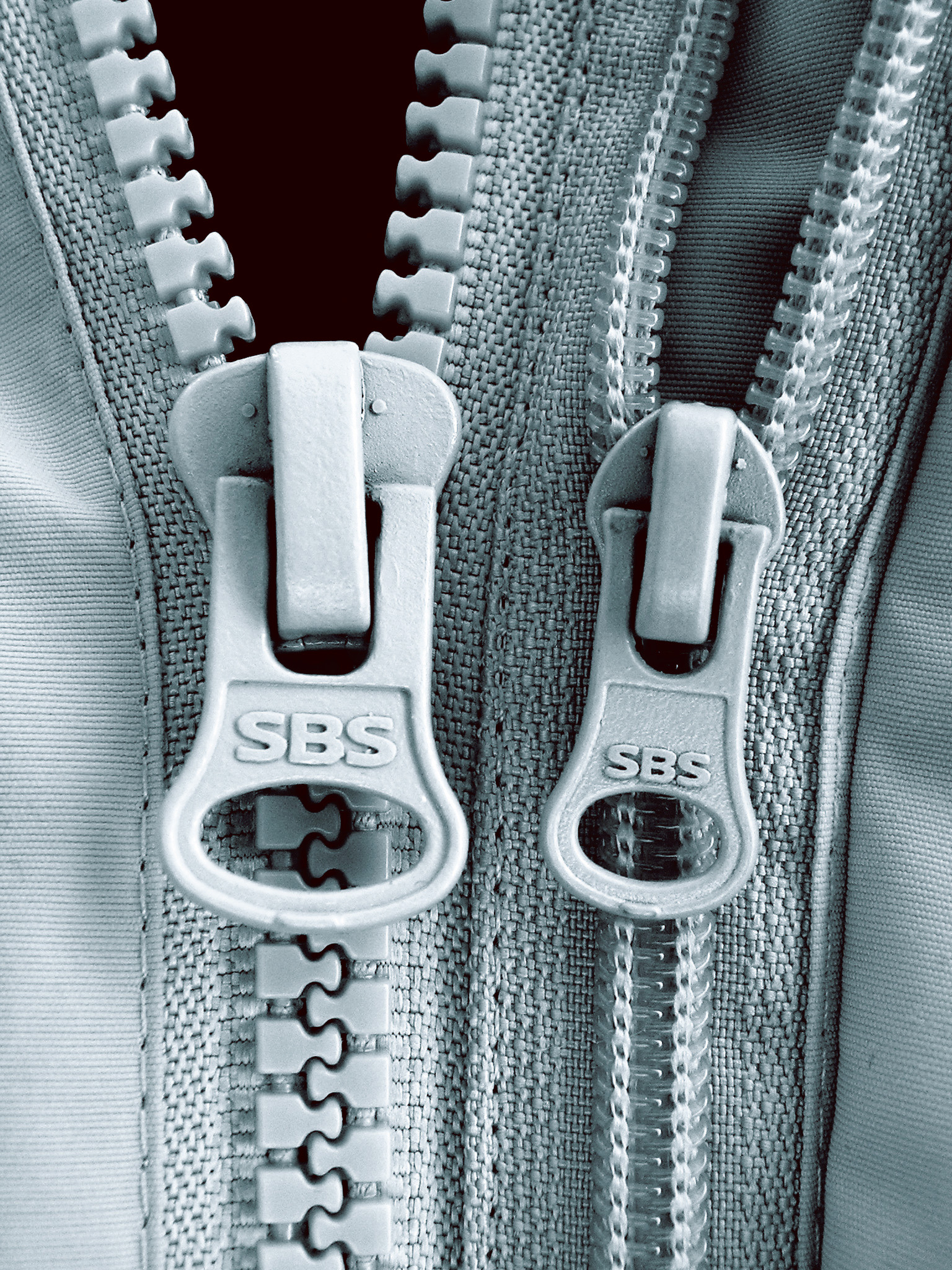
Fechos de plástico de espessuras distintas.

Um zíper (português brasileiro) ou fecho-éclair ou fecho de correr (português europeu)  é um fecho utilizado em roupas e em artefatos de couro feito de dois cadarços com dentes plásticos ou metálicos, que se encaixam por ação de um cursor.

## Como funciona o fecho éclair
O fecho éclair tem dentes plásticos ou metálicos pelo qual corre o cursor, que tem aberturas em forma de um «Y». Pela parte de cima passam os dois trilhos separados, lado a lado, e dentro do cursor os dentes dos trilhos se engancham para saírem por uma saída só, juntos, pelo lado oposto pelo qual entraram.

## Histórico

### Criação e popularização

Demonstração de um Zíper se fechando.

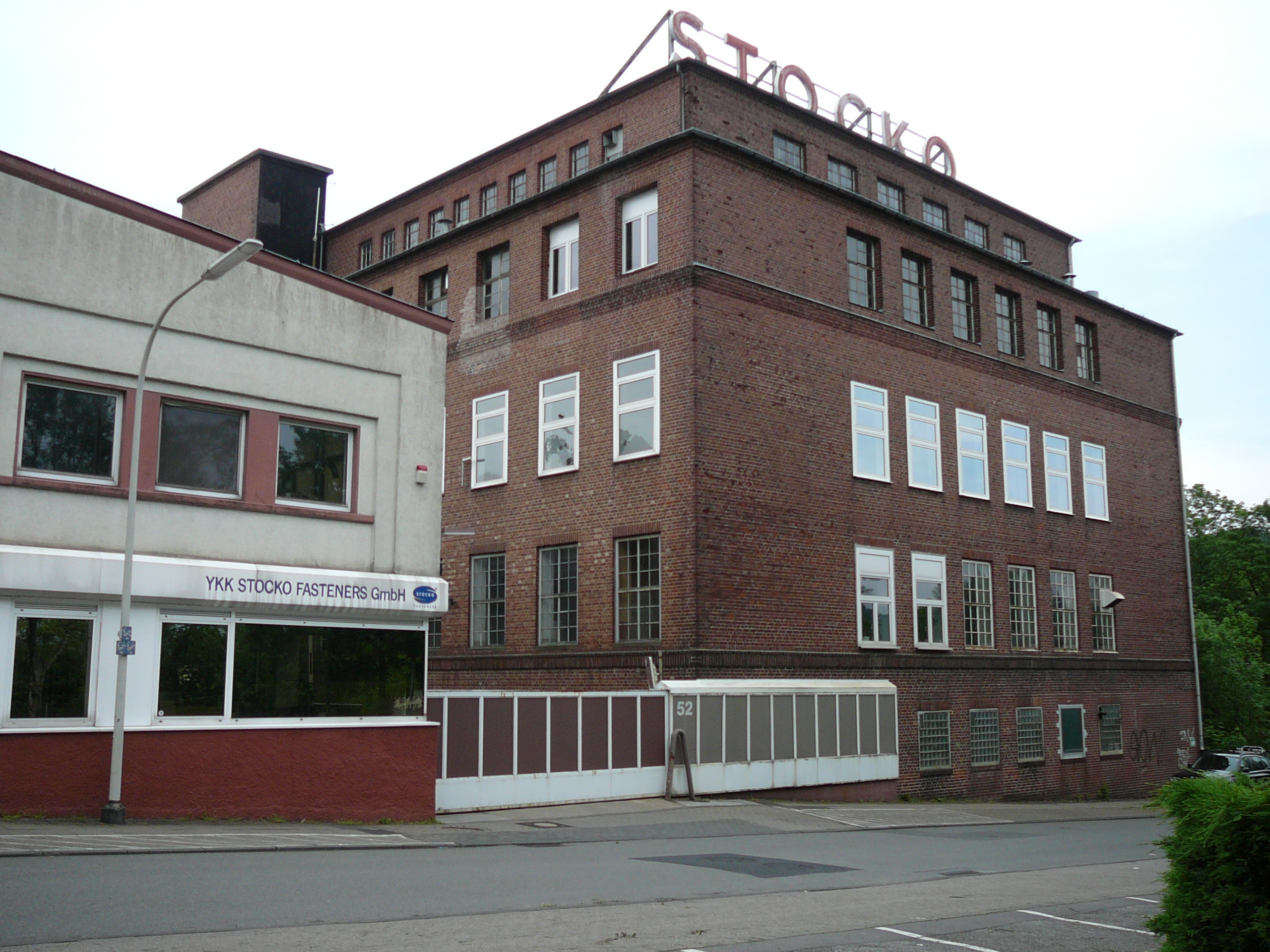
Filial da Stocko-YKK em Wuppertal, Alemanha.

A história do zíper, fecho éclair ou simplesmente "fecho" começou em 1893 na Exposição Mundial de Chicago, nos EUA, onde este objeto deslizante para fechar e abrir roupas foi apresentado pela primeira vez. Tratava-se de uma versão primitiva do dispositivo, com minúsculos ganchos e argolas, desenvolvida pelo engenheiro americano Whitcomb L. Judson. Cansado de abrir e fechar todos os dias os cordões dos seus sapatos, ele teve a ideia de criar um artefato rudimentar, composto de ganchos e furos. Porém, esse tipo de zíper não era muito eficiente: não fechava com facilidade e abria em horas impróprias.
Embora Whitcomb L. Judson tenha sido o inventor e tenha montado uma fábrica para a criação desta nova invenção, ele também era obrigado a fabricar botões. O zíper só começou a se popularizar quando começou a ser usado em outras peças de roupa que não calçados, e quando foi inventada em 1912, pelo sueco-americano Gideon Sundbäck, a versão do zíper que é conhecida hoje, com dentes que se engancham, o que tornou o dispositivo mais prático.
O zíper se difundiu por todo o mundo quando os aviadores americanos na Primeira Guerra Mundial usaram-no para fechar seus uniformes, bem como quando foi introduzido na alta costura da moda mundial pela modista parisiense Elsa Schiaparelli, que começou a usá-lo nas suas criações nos salões franceses. 
O nome "zíper" vem da palavra zipper, em inglês. Este nome popularizou-se somente em 1923, vindo de um funcionário da empresa americana B. F. Goodrich, em que o termo foi usado para denominar o fecho da nova linha de galochas de borracha da fábrica, chamada Zipper Boots. 
Em Portugal e no Brasil adotou-se a expressão «fecho éclair», vinda do francês fermeture Éclair, que se refere ao nome da sociedade detentora do registro da marca — a Éclair Prestil SN. Essa expressão foi utilizada durante muitos anos, por fecho éclair ser uma marca mundialmente conhecida desde a sua fundação em 1946.

### Produção moderna
Atualmente, o maior produtor de zíperes do mundo está localizado no Japão, onde o grupo YKK tornou-se o mais famoso do mundo na fabricação destes fechos. 
A indústria, que foi fundada no ano de 1934 em Tóquio, possui 109 companhias distribuídas em 71 países, dominando 45% do mercado mundial.